# Oddur Hjaltalín
Oddur Jónsson Hjaltalín, född 12 juli 1782 i Vestur-Skaftafellssýsla, död 12 maj 1840, var en isländsk läkare. Han var halvbror till Jón Hjaltalín.
Hjaltalín blev student i Reykjavik 1802 och studerade medicin i Köpenhamn utan att ta examen. Åren 1807–1839 var han distriktskirurg i Vesturamts södra del, 1816–1820 konstituerad landsläkare. Han skrev flera småavhandlingar och den första systematiska isländska botaniken Íslenzk Grasafræði (1830), som dock är ett föga originellt arbete.